# Lac Seliger

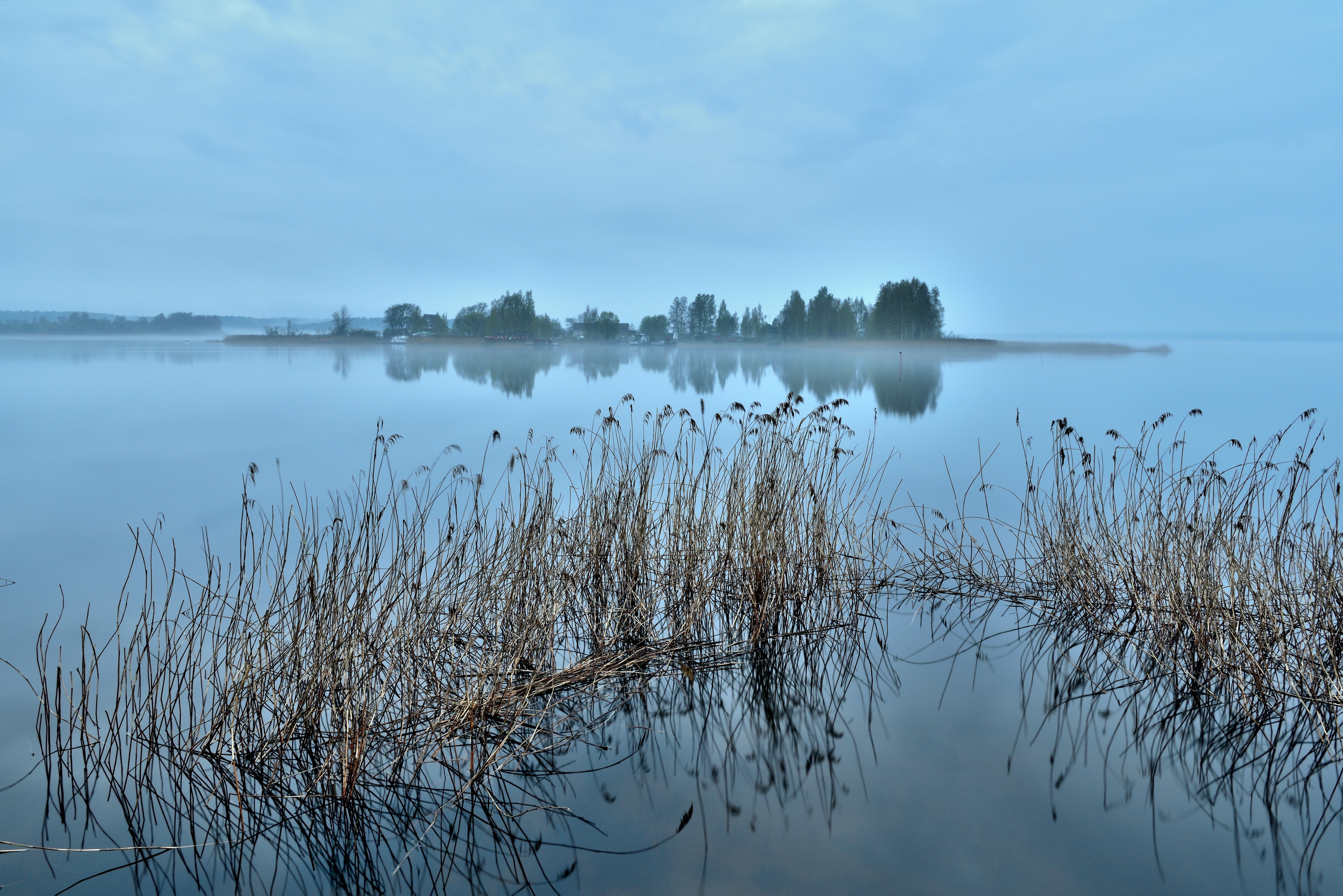
Le lac Seliger, vue de l'île Voroniy un matin brumeux. Mai 2019.

Le lac Seliger (en russe : Селигер) est un lac de Russie, situé dans l'oblast de Tver et pour sa partie la plus septentrionale, au nord-ouest des collines de Valdaï, dans l'oblast de Novgorod.

## Géographie
Faisant partie du bassin de la Volga, il couvre une superficie de 212 km2, a une profondeur moyenne de 5,8 mètres et se trouve à 205 mètres au-dessus du niveau de la mer.
Le lac Seliger se trouve dans une région pittoresque de forêts et de collines. Il constitue une réserve naturelle protégée, sa partie septentrionale étant comprise dans le parc national de Valdaï. Il est parfois surnommé le « Baïkal européen » en raison de sa faune et sa flore uniques, similaires à celles du lac Baïkal.
Ostachkov est la seule ville construite près du lac et elle est l'une des destinations de vacances les plus populaires de Russie.

## Histoire
De 1939 à 1941, le NKVD fit du monastère de Nilov, sur l'île Stolobny, un camp de prisonniers. Les détenus, majoritairement polonais, furent exécutés en 1940 à Tver et enterrés à Mednoïe : ces exécutions s'inscrivent dans le cadre du massacre de Katyń.
En 1928, les Soviétiques avaient établi un centre de recherche biologique sur l'île de Gorodomlia, où l'on s'intéressait en particulier à la fièvre aphteuse. Puis en 1946, cet établissement devint le Département n°1 de Centre de Recherche et de Développement des Missiles balistiques NII-88, dirigé par Sergueï Korolev. On y détenait des savants et ingénieurs allemands, ainsi que leur famille : le plus illustre d'entre eux était Helmut Gröttrup, ex-assistant de Wernher von Braun.